# Гнаровська Валерія Йосипівна
Гнаровська Валерія Йосипівна (рос. Гнаровская Валерия Иосифовна; 18 жовтня 1923—23 вересня 1943) — санінструкторка 907-го стрілецького полку 244-ї стрілецької дивізії 12-й армії Південно-Західного фронту, червоноармієць (рядова), Герой Радянського Союзу (1944, посмертно).

## Біографія
Народилася 18 жовтня 1923 року в селі Модоліци, нині Плюсського району Псковської області РФ, в сім'ї службовця. Закінчила середню школу. Після початку німецько-радянської війни, у вересні 1941 року евакуйована в місто Ішим Тюменської області. Працювала телефоністкою. У Червоній Армії з 1942 року. Закінчила курси санінструкторів. У діючій армії з липня 1942 року.
Санінструктор 907-го стрілецького полку (244-я стрілецька дивізія, 12-я армія, Південно-Західний фронт) Валерія Гнаровська врятувала життя багатьом бійцям і офіцерам. Тільки в бою у села Гола Долина Слов'янського району Донецької області України вона винесла з поля бою 47 поранених. Захищаючи поранених, знищила понад 20 солдатів і офіцерів противника.
23 вересня 1943 року в районі радгоспу «Іваненкове» села Вербове, нині село Гнаровське Вільнянського району Запорізької області України, відважна дівчина, намагаючись зупинити наступ противника на медичну частину, зі зв'язкою гранат кинулася під танк і підірвала його. Похована в селі Гнаровське.
Указом Президії Верховної Ради СРСР від 3 червня 1944 року «за зразкове виконання бойових завдань командування і виявлені мужність і героїзм у боях з німецько-фашистськими загарбниками» червоноармійцеві Гнаровській Валерії Йосипівні посмертно присвоєно звання Героя Радянського Союзу. Нагороджена орденом Леніна та медаллю Золота зірка.
В 1945 р. село було названо на честь героїні — Гнаровське, також її ім'я присвоєне радгоспу. Відважна санінструкторка була похована в братській могилі в центрі села; тут споруджено меморіальний комплекс «на честь радянських воїнів-визволителів». На меморіальній стіні комплексу зображено момент подвигу. Неподалік — на площі села — стоїть погруддя Валерії Гнаровської. На місці загибелі героїні, біля автостради Москва — Сімферополь, встановлено обеліск. Про мужній подвиг Валерії Гнаровської розповідають матеріали музею, який розміщується в Гнаровській початковій школі.